# Рудницкий, Андрей Петрович
Андре́й Петро́вич Рудни́цкий (род. 12 октября 1979, Лутава, Черниговская область) — российский легкоатлет, специалист по бегу на короткие дистанции. Выступал за сборную России по лёгкой атлетике в 2000-х годах, обладатель серебряной медали чемпионата мира в помещении, победитель и призёр первенств национального значения, участник летних Олимпийских игр в Афинах. Представлял ХМАО, Тюменскую и Свердловскую области. Мастер спорта России международного класса.

## Биография
Андрей Рудницкий родился 12 ноября 1979 года в селе Лутава Козелецкого района Черниговской области Украинской ССР. Впоследствии постоянно проживал в городе Сургуте Тюменской области, окончил Сургутский государственный университет.
Занимался лёгкой атлетикой под руководством тренеров М. Г. Дудника и А. А. Крауса. Выступал за всероссийское физкультурно-спортивное общество «Динамо».
Впервые заявил о себе в сезоне 2003 года, когда выиграл бронзовую медаль в беге на 400 метров на зимнем чемпионате России в Москве и, попав в основной состав российской национальной сборной, выступил в эстафете 4 × 400 метров на чемпионате мира в помещении в Бирмингеме. На летнем чемпионате России в Туле стал серебряным призёром в дисциплине 400 метров.
В 2004 году завоевал серебряные награды в беге на 400 метров на зимнем чемпионате России в Москве и в эстафете 4 × 400 метров на чемпионате мира в помещении в Будапеште, выиграл эстафету 800 + 600 + 400 + 200 метров на Кубке Европы в помещении в Лейпциге. Позже на Кубке Европы в Быдгоще занял второе место в эстафете 4 × 400 метров и пятое место в мужском командном зачёте. На летнем чемпионате России в Туле взял бронзу в дисциплине 400 метров. Благодаря череде удачных выступлений удостоился права защищать честь страны на летних Олимпийских играх в Афинах — стартовал здесь в эстафете 4 × 400 метров, но не смог пройти дальше предварительного квалификационного этапа.
После афинской Олимпиады Рудницкий остался в составе российской легкоатлетической сборной и продолжил принимать участие в крупнейших международных турнирах. Так, в 2005 году он одержал победу в эстафете 4 × 200 метров на зимнем чемпионате России в Волгограде, был третьим в личном зачёте 400-метровой дистанции на Кубке Европы во Флоренции, стал серебряным призёром в беге на 400 метров на летнем чемпионате России в Туле, отметился выступлением на чемпионате мира в Хельсинки, где их эстафетная команда финишировала седьмой.
В 2006 году получил серебро в эстафете 4 × 200 метров на зимнем чемпионате России в Москве.
В 2007 году на чемпионате России в Туле выиграл бронзовые медали в индивидуальном беге на 400 метров и в эстафете 4 × 400 метров.
В феврале 2008 года на зимнем чемпионате России в Москве с командой Свердловской области одержал победу в эстафете 4 × 200 метров, но провалил сделанный здесь допинг-тест — в его пробе обнаружили следы карфедона и марихуаны. В итоге спортсмена отстранили от участия в соревнованиях сроком на два года, а победа на чемпионате России была аннулирована.
По окончании срока дисквалификации Андрей Рудницкий возобновил спортивную карьеру и впоследствии оставался действующим спортсменом вплоть до 2012 года, хотя в последнее время уже не показывал сколько-нибудь значимых результатов на международной арене.
За выдающиеся спортивные достижения удостоен почётного звания «Мастер спорта России международного класса».